# SN 2007oi
SN 2007oi – supernowa typu Ia-? odkryta 13 października 2007 roku w galaktyce A002117+0104. W momencie odkrycia miała maksymalną jasność 23,10m.